# トルココーヒー

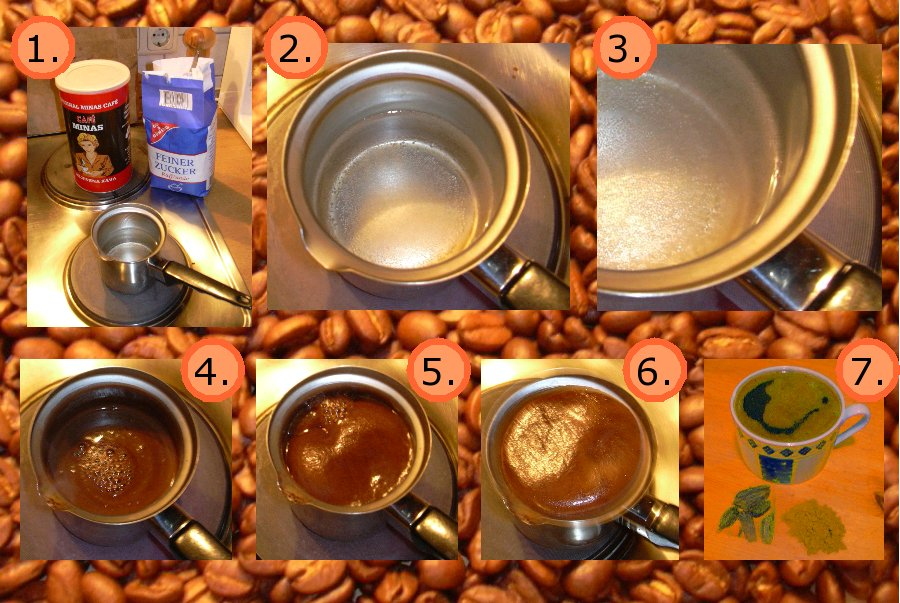
トルココーヒーの淹れ方

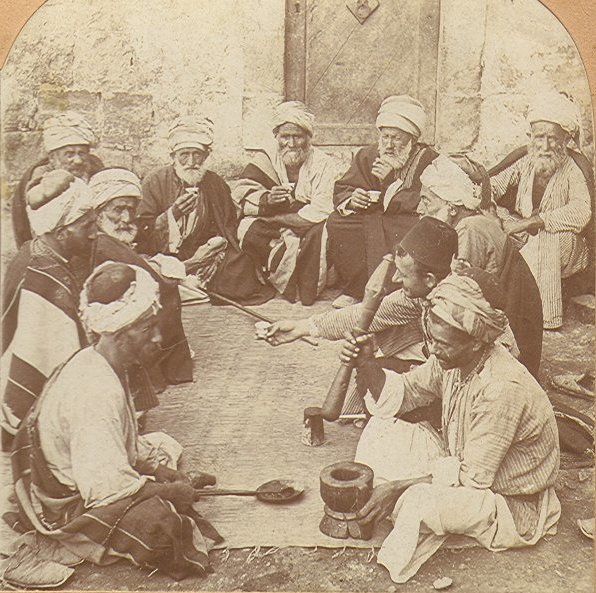
パレスティナでのコーヒータイム

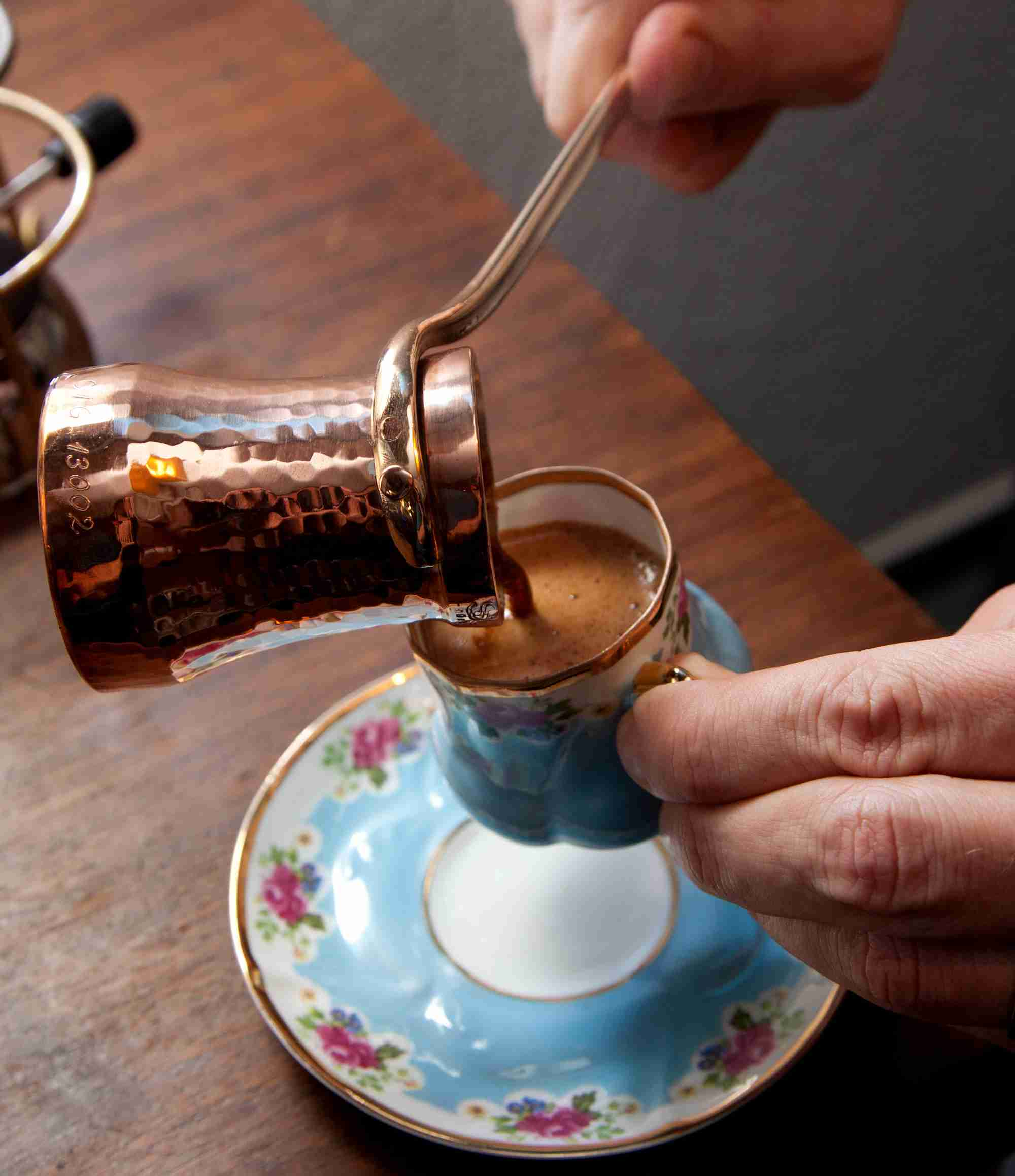
コーヒー用の鍋ジェズヴェ（イブリックとも呼ばれる）からカップにそそぐ様子。

トルココーヒー（トルコ語: Türk Kahvesi - テュルク・カフヴェスィ、英語: Turkish coffee - ターキッシュ・コーヒー）は、コーヒーの淹れ方の一種。水から煮立てて、上澄みだけを飲む方法である。
2013年12月5日に、ユネスコの無形文化遺産にトルココーヒーの文化と伝統が登録された。そのため、12月5日は世界トルココーヒーの日とされた。
なお、「トルココーヒー」という名称は和製英語である。

## 歴史
約450年前、オスマン帝国内のイエメン統治者オズデミル・パシャにより、コーヒー豆が皇帝に献上された。まずイスタンブールのタフタカレ地区でコーヒーが飲まれるようになり、その後ヨーロッパに広まる。

## 概略
ギリシアとキプロスのギリシア人の間ではギリシア・コーヒーまたはビザンティン・コーヒー、アラブ人の間ではカフワ・アラビーヤ、アルメニア人の共同体ではアルメニア・コーヒーと称される。

## 淹れ方
- 用意する道具としては、粉状にされたコーヒー豆・冷水・ティースプーン、トルコではジェズヴェと呼ぶコーヒー用の鍋、それがなければ小さな手鍋。この鍋の深さはコーヒーの粉が沈むのに十分なほどであればよい。ジェズヴェは銅でできたヒシャク型で、木の把手がついている。
- コーヒーの粉はティースプーンに山盛り1杯が、1人分の分量である。コーヒーと砂糖を同じ割合でジェズヴェに入れる。1人あたりデミタスカップ1杯（100mL）の水を、多すぎないように注意しながらジェズヴェに入れる。煮立てて沸騰してきたら火を弱め、浮かんできた泡をカップに等分に分けて入れる。ふきこぼれる寸前に火を止めて、ジェズヴェにあるコーヒーをカップに注ぐ。粉が沈むのを待って上澄みを飲む。好みによって、カルダモン、マスティック・ガム、サレップなどで風味をつけることがある[5]。水の代わりに牛乳を用いてもよい。
- ジェズヴェを加熱する際には、熾火と灰を使うのが伝統的手法である。しかしこれは加熱に時間がかかるため、時代とともにコンロ等に取って代わられ、道具一式も廃れていった。近年、灰の代わりに耐熱砂を使うことで、伝統器具に似せつつ瞬時に加熱する方法が考案され、人気となっている[6]。

## コーヒー占い
飲み終わった後のカップにソーサーをかぶせてひっくり返し、カップの底に残った粉の状態によって飲んだ者の運勢を占う「コーヒー占い」がある。最近では、そこから派生したコーヒーカードというものがある。

## 諺について
トルコには他人に親切にせよという意味で、「1杯のコーヒーにも40年の思い出」という諺がある。トルコ語で「40」には「かなり大きな数」という意味があり、「40年の思い出」とは「長年の思い出」ということになる。つまり、他人に1杯のコーヒーをご馳走するだけで、その親切をなにかにつけて思い出してもらえるものだ、という教えになる。